# Walter Sisulu
Walter Max Ulyate Sisulu (ur. 18 maja 1912 w Ngcobo, zm. 5 maja 2003 w Johannesburgu) – południowoafrykański działacz ruchu anty-apartheidowego, członek Afrykańskiego Kongresu Narodowego.
Walter Sisulu urodził się 18 maja 1912 roku w Ngcobo w Związku Południowej Afryki. W 1941 roku wstąpił do Afrykańskiego Kongresu Narodowego. W 1943 roku dołączył do ANC Youth League. W latach 1949 – 1954 był sekretarzem generalnym Afrykańskiego Kongresu Narodowego. 12 czerwca 1964 roku został skazany na dożywocie (większość wyroku odsiadywał na Robbeneiland). 15 października 1989 roku został zwolniony z odsiadywania reszty wyroku. Zmarł 5 maja 2003 roku.
Jego imieniem nazwano między innymi znajdujący się w Republice Południowej Afryki ogród botaniczny oraz uniwersytet.